# Lepidodexia townsendi
Lepidodexia townsendi är en tvåvingeart som först beskrevs av Aldrich 1925.  Lepidodexia townsendi ingår i släktet Lepidodexia och familjen köttflugor.
Artens utbredningsområde är Peru. Inga underarter finns listade i Catalogue of Life.